# Cimetière du Mont-Gargan
Le cimetière du Mont-Gargan est un cimetière de la ville de Rouen, situé sur la côte Sainte-Catherine. 

## Historique
Ce cimetière a été créé en 1780, d'une superficie de 3,30 ha, en remplacement de l'aître Saint-Maclou.
À l'origine destiné aux paroisses Saint-Paul et Saint-Maclou, une partie est réservée peu avant 1870 à l'usage de l'Hospice général. Il sera agrandi à plusieurs reprises : en 1868, puis en 1896, puis à nouveau en 1892 .
Le 23 prairial an XII (12 juin 1804), les israélites obtiennent un emplacement dans le cimetière pour leurs inhumations.

## Personnalités enterrées
- Pierre Jean Baptiste Grésil (1758-1846), curé de Saint-Maclou, chanoine honoraire de Rouen et chevalier de la Légion d'honneur (1836)[2].
- Léonard Bordes (1898-1969), artiste peintre et musicien.
- Maurice Morisset (1908-1996), écrivain, poète et chroniqueur à Paris-Normandie.